# Érone
Érone (korsisch und italienisch Erone) ist eine Gemeinde auf der französischen Insel Korsika. Sie gehört zur Region Korsika, zum Département Haute-Corse, zum Arrondissement Corte und zum Kanton Golo-Morosaglia. Sie grenzt im Norden an San-Lorenzo, im Osten an Cambia, im Süden an Rusio und im Westen an Lano. Die Siedlung mit 10 Einwohnern (Stand: 1. Januar 2022) liegt auf ungefähr 780 Metern über dem Meeresspiegel im korsischen Gebirge und ist durch die Départementsstraße D239 an das überregionale Straßennetz angeschlossen.

## Bevölkerungsentwicklung
| Jahr                      | 1962 | 1968 | 1975 | 1982 | 1990 | 1999 | 2008 | 2014 |
| ------------------------- | ---- | ---- | ---- | ---- | ---- | ---- | ---- | ---- |
| Einwohner                 | 57   | 32   | 27   | 23   | 9    | 8    | 6    | 10   |
| Quelle: Cassini und INSEE |      |      |      |      |      |      |      |      |

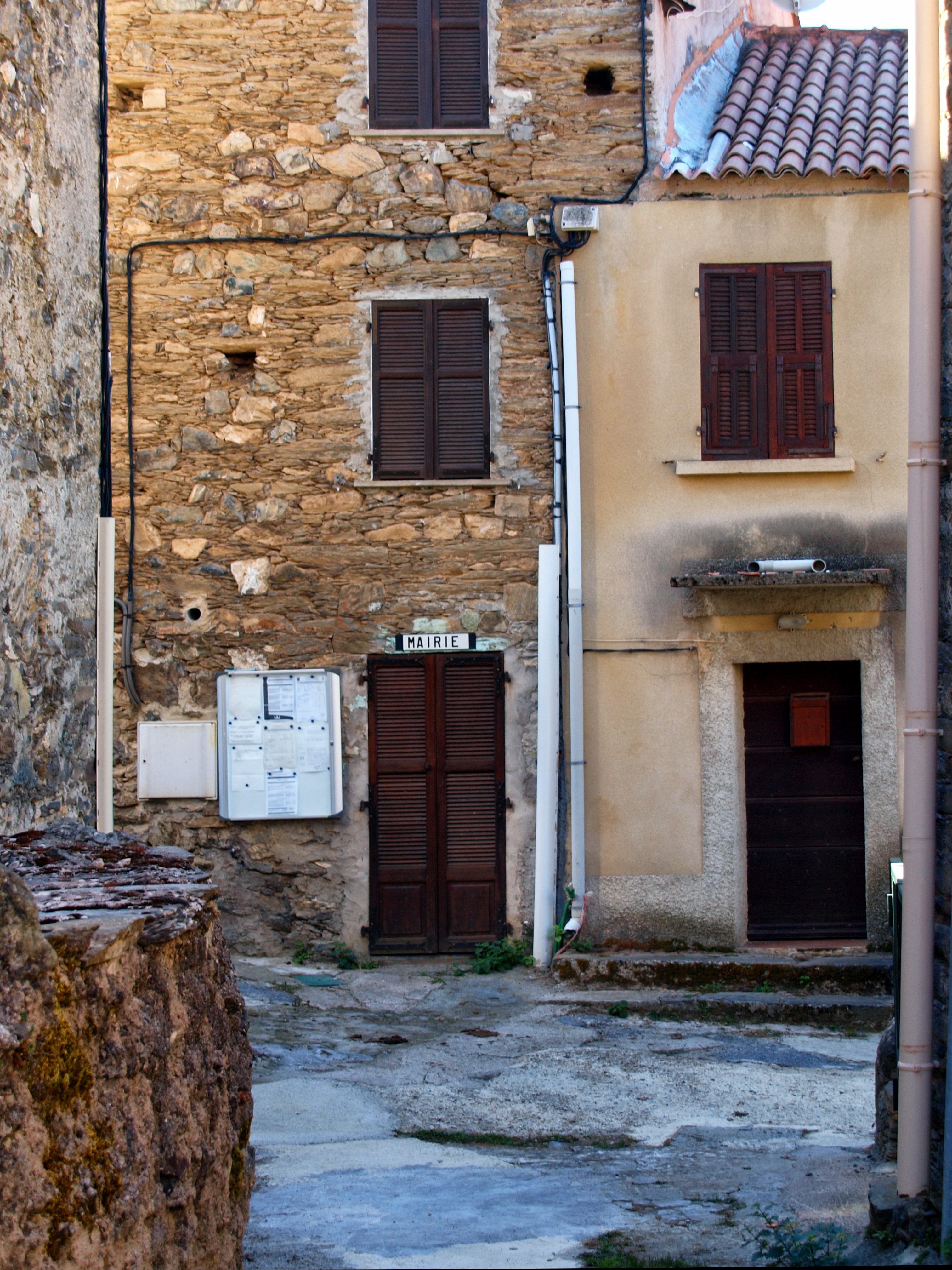
Mairie Érone
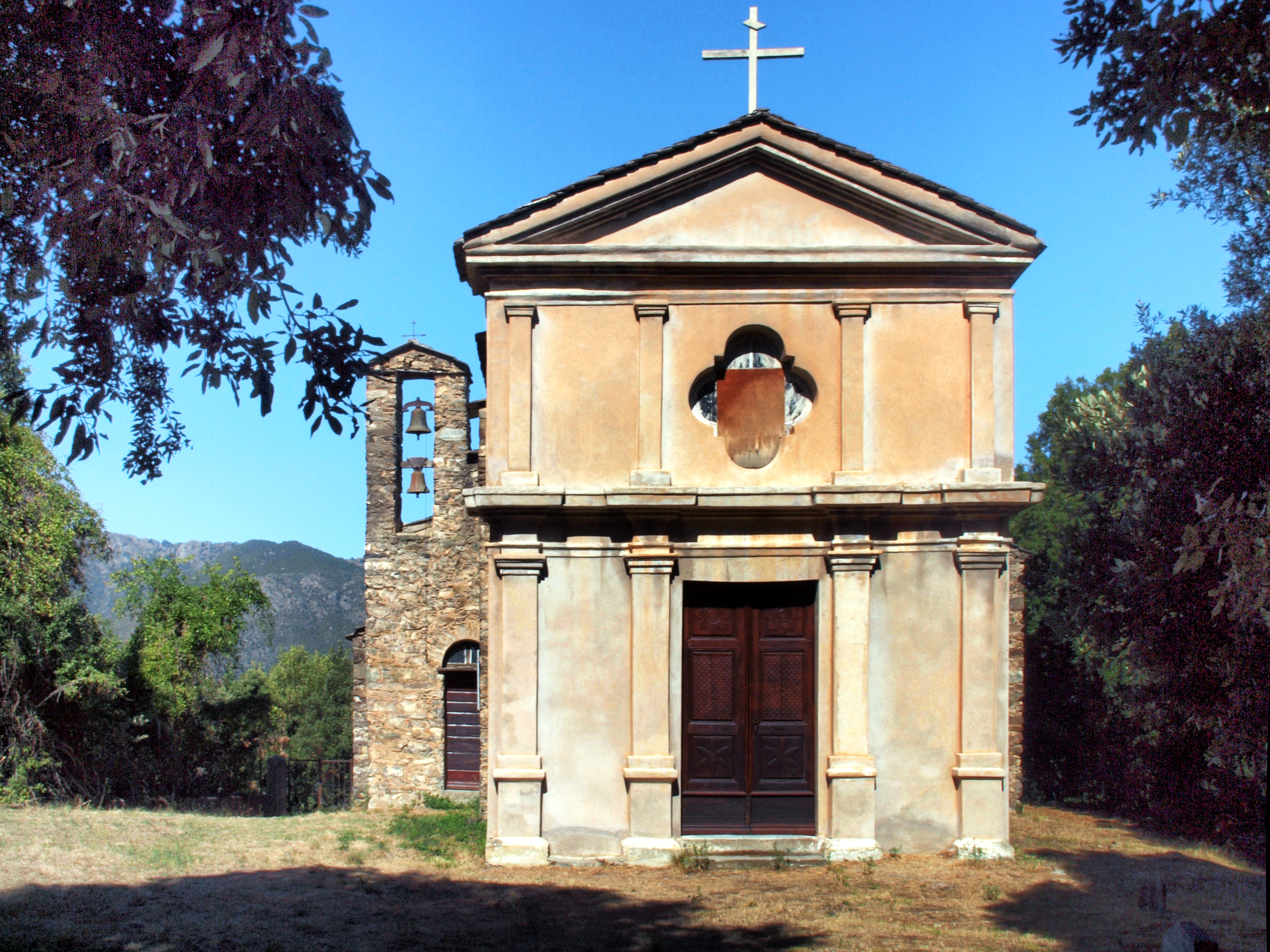
Kirche San Martino